# Cyrtinus acunai
Cyrtinus acunai là một loài bọ cánh cứng trong họ Cerambycidae.